# Ernesto Gonçalves da Costa
Ernesto Gonçalves da Costa, O.F.M. (São Romão da Ucha, 13 de agosto de 1921 – Lisboa, 7 de janeiro de 2002) foi um frei e prelado português da Igreja Católica com atuação missionária em Moçambique, bispo emérito do Faro.

## Biografia
Fez sua profissão solene na Ordem dos Frades Menores em 4 de outubro de 1940. Recebeu a ordenação presbiteral em 25 de julho de 1946, em Lisboa e logo seguiu para as Missões de Moçambique, em 24 de abril de 1947.
Chegou à Beira em 2 de junho de 1947, trabalhando na paróquia da Catedral como diretor da Escola de Artes e Ofícios, acumulando em 1955 os cargos de pároco da Catedral e de diretor da Rádio Pax (emissora católica de Moçambique); cargos que desempenhou até à sua elevação ao episcopado.
Com a ereção da Diocese de Inhambane, em 27 de outubro de 1962 o Papa João XXIII o nomeou como seu primeiro bispo. Recebeu a ordenação episcopal na Catedral de Maputo em 30 de dezembro do mesmo ano, tendo como sagrante principal Dom Custódio Alvim Pereira, arcebispo de Lourenço Marques, coadjuvado por Dom Manuel de Medeiros Guerreiro, bispo de Nampula e Dom José dos Santos Garcia, S.M.P., bispo de Porto Amélia. Fez sua entrada solene em 5 de janeiro seguinte. Participou da segunda, terceira e quarta sessões do Concílio Vaticano II.
Em 27 de agosto de 1974 foi nomeado administrador apostólico da Arquidiocese de Lourenço Marques e, em 23 de dezembro do mesmo ano, o Papa Paulo VI, o nomeia como bispo da Beira, continuando como administrador apostólico da Arquidiocese de Lourenço Marques e, a partir de 18 de janeiro de 1975, administrador apostólico também da Diocese de Inhambane, cargos que desempenhou até a nomeação dos respectivos prelados. Fez sua entrada solene na Sé em 16 de fevereiro de 1975.
Teve sua renúncia aceite em 3 de dezembro de 1976, e logo em seguida retorna para Portugal. Em 4 de abril de 1977, foi nomeado como bispo do Faro. Segundo Dom Manuel Madureira Dias, seu sucessor na Sé do Algarve, Dom Ernesto teve uma passagem pela diocese que "marcou um tempo difícil. Foi das épocas em que a diocese teve menos ordenações sacerdotais", com o Seminário local depreciado e ocupado por “retornados”, mas "empenhou-se na recuperação do edifício, que estava em péssimo estado, e na sua reabertura". Foi membro do Conselho Permanente da Conferência Episcopal Portuguesa (1981-1984) e presidente da Comissão Episcopal das Missões (1984-1990).
Teve sua renúncia aceite da Diocese do Algarve pelo Papa João Paulo II em 10 de julho de 1988.
Morreu em 7 de janeiro de 2002, na enfermaria dos Franciscanos da Luz, em Lisboa.

## Obras
Dom Ernesto Gonçalves da Costa deixou as seguintes obras, entre outras como artigos em revistas:
- Costa, Ernesto Gonçalves da (1972). Esse homem teu irmão. Beira: [s.n.]
- Costa, Ernesto Gonçalves da (1996). A obra missionária em Moçambique e o poder político. Braga: Editorial Franciscana. ISBN 9789729190889
- Costa, Ernesto Gonçalves da (1996). Chamados à missão e desenvolvimento integral do Homem. Montariol: Editorial Franciscana

## Homenagens
Dom Ernesto Gonçalves da Costa dá seu nome a um Centro Social em Barcelos e a um logradouro, em sua cidade natal.